# Saison 2017-2018 de l'Aviron bayonnais rugby pro
Cette page présente la saison 2017-2018 de l'Aviron bayonnais rugby pro en Pro D2.

## Entraîneurs
- Nicolas Morlaes : Directeur sportif
- Pierre Berbizier : Manager général
- Vincent Etcheto : Entraineur des arrières
- Joël Rey : Entraineur des avants

## Effectif 2017-2018
| Nom                     | Poste            | Naissance         | Nationalité sportive | Sélections (points marqués) | Dernier club             | Arrivée au club (année) |
| ----------------------- | ---------------- | ----------------- | -------------------- | --------------------------- | ------------------------ | ----------------------- |
| Aretz Iguiniz           | Pilier           | 3 juin 1983       | France               | -                           | Stade hendayais          | 2005                    |
| Florian Lapeyrade (en)  | Pilier           | 9 août 1990       | France               | -                           | Formé au club            | 2013                    |
| Jérôme Schuster         | Pilier           | 29 juin 1985      | France               | -                           | Tarbes PR                | 2016                    |
| José Ramon Ayarza       | Pilier           | 28 août 1993      | Chili                | -                           | ROC La Voulte-Valence    | 2016                    |
| Ugo Boniface            | Pilier           | 21 juillet 1998   | France               | -                           | SU Agen                  | 2016                    |
| Mathis Dumain           | Pilier           | 11 avril 1997     | France               | -                           | SU Agen                  | 2016                    |
| Toma'akino Taufa        | Pilier           | 9 mars 1995       | Tonga                | -                           | Formé au club            | 2016                    |
| Jon Zabala              | Pilier           | 26 novembre 1996  | Espagne              | -                           | Getxo Artea Rugby Taldea | 2016                    |
| Juan Pablo Orlandi      | Pilier           | 20 juin 1983      | Argentine            | 20 (0)                      | Section paloise          | 2017                    |
| Grégory Arganese        | Talonneur        | 15 septembre 1982 | Italie               | -                           | Racing 92                | 2012                    |
| Simon Labouyrie         | Talonneur        | 15 octobre 1991   | France               | -                           | Formé au club            | 2014                    |
| Manu Leiataua           | Talonneur        | 26 décembre 1986  | Fidji                |                             | Stade aurillacois        | 2016                    |
| Pablo Huete             | Deuxième ligne   | 11 janvier 1989   | Chili                | -                           | RC Massy                 | 2015                    |
| Guillaume Ducat         | Deuxième ligne   | 20 mai 1996       | France               | -                           | Tarbes                   | 2015                    |
| Adam Jaulhac            | Deuxième ligne   | 31 janvier 1988   | France               | -                           | Union Bordeaux Bègles    | 2016                    |
| Evrard Dion Oulai       | Deuxième ligne   | 22 juin 1993      | Côte d'Ivoire        | -                           | US Carcassonne           | 2016                    |
| Jean-Jo Marmouyet       | Troisième ligne  | 9 août 1984       | France               | -                           | Formé au club            | 2006                    |
| Dwayne Haare            | Troisième ligne  | 9 juin 1980       | Nouvelle-Zélande     | -                           | RC Narbonne              | 2007                    |
| Thibault Visensang (en) | Troisième ligne  | 8 janvier 1991    | Espagne              |                             | SC Albi                  | 2014                    |
| Benjamin Macome (en)    | Troisième ligne  | 10 janvier 1986   | Argentine            |                             | Stade français           | 2014                    |
| Pieter-Jan van Lill     | Troisième ligne  | 4 décembre 1983   | Namibie              |                             | US Dax                   | 2015                    |
| Makatuki Polutele       | Troisième ligne  | 15 février 1996   | France               | -                           | Olympique de Nouméa      | 2013                    |
| Tanerau Latimer         | Troisième ligne  | 16 mai 1986       | Nouvelle-Zélande     | -                           | Blues                    | 2016                    |
| Antoine Battut          | Troisième ligne  | 1er janvier 1984  | France               | -                           | Montpellier HR           | 2017                    |
| Aidon Davis             | Troisième ligne  | 29 avril 1994     | Afrique du Sud       | -                           | RC Toulon                | 2017                    |
| Matt Graham             | Troisième ligne  | 2 juillet 1990    | Nouvelle-Zélande     | -                           | Anglet ORC               | 2017                    |
| John Beattie            | Troisième ligne  | 21 novembre 1985  | Écosse               |                             | Castres olympique        | 2016                    |
| Guillaume Rouet         | Demi de mêlée    | 13 août 1988      | Espagne              |                             | Hasparren Athletic Club  | 2008                    |
| Emmanuel Saubusse       | Demi de mêlée    | 23 novembre 1989  | France               | -                           | Stade montois            | 2016                    |
| Enzo Hardy              | Demi de mêlée    | 4 mai 1998        | France               | -                           | RC Narbonne              | 2017                    |
| Luigi Tarozzi           | Demi d'ouverture | 5 mai 1998        | France               | -                           | SU Agen                  | 2016                    |
| Raphaël Lagarde         | Demi d'ouverture | 30 octobre 1988   | France               | -                           | SC Albi                  | 2016                    |
| Willie du Plessis       | Demi d'ouverture | 5 juin 1990       | Afrique du Sud       | -                           | Montpellier HR           | 2017                    |
| Bastien Fuster (en)     | Centre           | 21 janvier 1992   | France               | -                           | Formé au club            | 2012                    |
| Thibault Lacroix        | Centre           | 14 mai 1985       | France               |                             | Union Bordeaux-Bègles    | 2015                    |
| Kade Poki (en)          | Centre           | 17 juin 1988      | Nouvelle-Zélande     | -                           | Tasman                   | 2016                    |
| Savenaca Rawaca         | Centre           | 20 août 1991      | Fidji                | -                           | Stade rochelais          | 2017                    |
| Julien Jané             | Ailier           | 12 septembre 1989 | France               | -                           | Racing 92                | 2015                    |
| Martin Laveau           | Ailier           | 6 septembre 1996  | France               | -                           | Formé au club            | 2015                    |
| Maile Mamao             | Ailier           | 7 janvier 1996    | Tonga                | -                           | Formé au club            | 2015                    |
| Julien Tisseron         | Ailier           | 12 août 1995      | France               | -                           | Formé au club            | 2015                    |
| Martín Bustos Moyano    | Arrière          | 12 juin 1985      | Argentine            |                             | Montpellier HR           | 2013                    |
| Jon Elissalde (en)      | Arrière          | 2 décembre 1992   | France               | -                           | Formé au club            | 2013                    |
| Benjamin Thiéry         | Arrière          | 2 juin 1984       | France               |                             | FC Grenoble Rugby        | 2015                    |
| Sean Robinson           | Arrière          | 2 novembre 1993   | Afrique du Sud       | -                           | Racing 92                | 2017                    |

## Calendrier[2]
| Date du match     | Domicile           | Extérieur          | Score (bonus) | Lieu du match                  | Catégorie             | Classement |
| ----------------- | ------------------ | ------------------ | ------------- | ------------------------------ | --------------------- | ---------- |
| 5 août 2017       | Stade montois      | Aviron bayonnais   | 26 - 21       | Stade Guy-Boniface             | Amical                | -          |
| 11 août 2017      | Aviron bayonnais   | Racing 92          | 35 - 28       | Stade Jean-Dauger              | Amical                | -          |
| 19 août 2017      | USA Perpignan      | Aviron bayonnais   | (BO) 66 - 6   | Stade Aimé-Giral               | 1re journée de Pro D2 | 16         |
| 25 août 2017      | Aviron bayonnais   | AS Béziers         | 27 - 23 (BD)  | Stade Jean-Dauger              | 2e journée de Pro D2  | 13         |
| 3 septembre 2017  | US Colomiers       | Aviron bayonnais   | (BO) 36 - 13  | Stade Michel Bendichou         | 3e journée de Pro D2  | 15         |
| 8 septembre 2017  | Aviron bayonnais   | US Dax             | 51 - 15 (BO)  | Stade Jean-Dauger              | 4e journée de Pro D2  | 7          |
| 14 septembre 2017 | RC Vannes          | Aviron bayonnais   | 38 -22        | Stade de la Rabine             | 5e journée de Pro D2  | 12         |
| 21 septembre 2017 | Aviron bayonnais   | FC Grenoble        | (BD) 21 - 26  | Stade Jean-Dauger              | 6e journée de Pro D2  | 13         |
| 6 octobre 2017    | Stade aurillacois  | Aviron bayonnais   | (BD) 20 - 24  | Stade Jean-Alric               | 7e journée de Pro D2  | 10         |
| 14 octobre 2017   | Aviron bayonnais   | Biarritz Olympique | 24 - 30       | Stade Jean-Dauger              | 8e journée de Pro D2  | 13         |
| 20 octobre 2017   | US Carcassonne     | Aviron bayonnais   | (BO) 32 -16   | Stade Albert-Domec             | 9e journée de Pro D2  | 14         |
| 27 octobre 2017   | Aviron bayonnais   | SA Charente XV     | (BO) 41 - 12  | Stade Jean-Dauger              | 10e journée de Pro D2 | 11         |
| 2 novembre 2017   | US Montauban       | Aviron bayonnais   | 25 - 20 (BD)  | Stade Albert-Domec             | 11e journée de Pro D2 | 10         |
| 10 novembre 2017  | Aviron bayonnais   | RC Massy           | 44 - 36       | Stade Jean-Dauger              | 12e journée de Pro D2 | 10         |
| 26 novembre 2017  | Stade montois      | Aviron bayonnais   | (BO) 68 - 15  | Stade Guy Boniface             | 13e journée de Pro D2 | 13         |
| 3 décembre 2017   | USO Nevers         | Aviron bayonnais   | 17 - 28       | Stade du Pré Fleuri            | 14e journée de Pro D2 | 9          |
| 8 décembre 2017   | Aviron bayonnais   | RC Narbonne        | (BO) 53 - 0   | Stade Jean-Dauger              | 15e journée de Pro D2 | 7          |
| 14 décembre 2017  | Aviron bayonnais   | USA Perpignan      | 12 - 30       | Stade Jean-Dauger              | 16e journée de Pro D2 | 9          |
| 21 décembre 2017  | FC Grenoble        | Aviron bayonnais   | 28 - 23 (BD)  | Stade des Alpes                | 17e journée de Pro D2 | 9          |
| 5 janvier 2018    | US Dax             | Aviron bayonnais   | 20-20         | Stade Maurice-Boyau            | 18e journée de Pro D2 | 10         |
| 14 janvier 2018   | Aviron bayonnais   | US Montauban       | 20 - 5        | Stade Jean-Dauger              | 19e journée de Pro D2 | 9          |
| 19 janvier 2018   | RC Massy           | Aviron bayonnais   | (BD) 14 - 19  | Stade Jules Ladoumègue         | 20e journée de Pro D2 | 8          |
| 26 janvier 2018   | Aviron bayonnais   | RC Vannes          | (BO) 34 - 14  | Stade Jean-Dauger              | 21e journée de Pro D2 | 8          |
| 3 février 2018    | Biarritz Olympique | Aviron bayonnais   | 17 - 14 (BD)  | Stade Aguiléra                 | 22e journée de Pro D2 | 8          |
| 16 février 2018   | Aviron bayonnais   | Stade aurillacois  | 26 - 22 (BD)  | Stade Jean-Dauger              | 23e journée de Pro D2 | 8          |
| 23 février 2018   | Aviron bayonnais   | US Carcassonne     | (BO) 52 - 26  | Stade Jean-Dauger              | 24e journée de Pro D2 | 8          |
| 4 mars 2018       | AS Béziers         | Aviron bayonnais   | 35 - 30 (BD)  | Stade de la Méditerranée       | 25e journée de Pro D2 | 7          |
| 9 mars 2018       | Aviron bayonnais   | USO Nevers         | 9 - 27 (BO)   | Stade Jean-Dauger              | 26e journée de Pro D2 | 7          |
| 15 mars 2018      | SA Charente XV     | Aviron bayonnais   | 19 - 6        | Stade Chanzy                   | 27e journée de Pro D2 | 8          |
| 25 mars 2018      | Aviron bayonnais   | Stade montois      | 18 - 15 (BD)  | Stade Jean-Dauger              | 28e journée de Pro D2 | 8          |
| 6 avril 2018      | Aviron bayonnais   | Colomiers rugby    | 23 - 22 (BD)  | Stade Jean-Dauger              | 29e journée de Pro D2 | 8          |
| 15 avril 2018     | RC Narbonne        | Aviron bayonnais   | 26 - 21 (BD)  | Parc des sports et de l'amitié | 30e journée de Pro D2 | 8          |

### Classement de la saison régulière
| Rang | Club                 | J  | V  | N | D  | Bo | Bd | Pm  | Pe  | Diff | Pts |
| ---- | -------------------- | -- | -- | - | -- | -- | -- | --- | --- | ---- | --- |
| 1    | USA Perpignan        | 30 | 20 | 1 | 9  | 12 | 3  | 919 | 571 | +348 | 97  |
| 2    | US Montauban         | 30 | 20 | 2 | 8  | 4  | 4  | 679 | 546 | +133 | 92  |
| 3    | FC Grenoble (R)      | 30 | 20 | 1 | 9  | 4  | 2  | 775 | 667 | +108 | 88  |
| 4    | Stade montois        | 30 | 17 | 0 | 13 | 12 | 4  | 753 | 540 | +213 | 84  |
| 5    | AS Béziers           | 30 | 19 | 1 | 10 | 4  | 2  | 756 | 670 | +86  | 84  |
| 6    | Biarritz olympique   | 30 | 17 | 0 | 13 | 7  | 5  | 789 | 694 | +95  | 80  |
| 7    | USO Nevers (P)       | 30 | 15 | 0 | 15 | 6  | 3  | 656 | 580 | +76  | 69  |
| 8    | Aviron bayonnais (R) | 30 | 14 | 1 | 15 | 5  | 6  | 732 | 764 | -32  | 69  |
| 9    | Colomiers Rugby      | 30 | 14 | 1 | 15 | 6  | 5  | 637 | 678 | -41  | 69  |
| 10   | RC Vannes            | 30 | 12 | 0 | 18 | 6  | 8  | 721 | 739 | -18  | 62  |
| 11   | Stade aurillacois    | 30 | 13 | 1 | 16 | 2  | 5  | 641 | 716 | -75  | 61  |
| 12   | RC Massy (P)         | 30 | 13 | 0 | 17 | 2  | 5  | 633 | 682 | -49  | 59  |
| 13   | Soyaux Angoulême XV  | 30 | 13 | 1 | 16 | 2  | 3  | 592 | 661 | -69  | 59  |
| 14   | US Carcassonne       | 30 | 11 | 0 | 19 | 4  | 5  | 585 | 767 | -182 | 53  |
| 15   | US Dax               | 30 | 9  | 1 | 20 | 2  | 6  | 602 | 767 | -165 | 46  |
| 16   | RC Narbonne          | 30 | 7  | 2 | 21 | 2  | 1  | 547 | 975 | -428 | 35  |

|  | Qualification pour les demi-finales (no 1, no 2).         |
|  | Qualification pour les barrages (no 3, no 4, no 5, no 6). |
|  | Relégation en Fédérale 1 (no 15 et no 16).                |
|  | R : relégués 2017 • P : promus 2017                       |

## Statistiques

### Championnat de France
Meilleurs réalisateurs
| Rang | Joueur               | Poste            | Points | Essais | Transf. | Pén. | Drops |
| ---- | -------------------- | ---------------- | ------ | ------ | ------- | ---- | ----- |
| 1    | Martín Bustos Moyano | Arrière          | 159    | 3      | 21      | 34   | 0     |
| 2    | Willie du Plessis    | Demi d'ouverture | 135    | 5      | 19      | 22   | 2     |
| 3    | Emmanuel Saubusse    | Demi de mêlée    | 77     | 2      | 11      | 15   | 0     |

Meilleurs marqueurs
| Rang | Joueur              | Poste            | Essais |
| ---- | ------------------- | ---------------- | ------ |
| 1    | Julien Tisseron     | Ailier           | 8      |
| 2    | Bastien Fuster (en) | Centre           | 7      |
| 3    | Willie du Plessis   | Demi d'ouverture | 5      |
| 4    | Pieter-Jan van Lill | Troisième ligne  | 5      |
| 5    | Sean Robinson       | Arrière          | 4      |